# Bruzaholms bruk
Bruzaholms bruk är ett svenskt järnbruk, i Ingatorps socken, Eksjö kommun, grundat 1660.

## Historia

### Brusa bruk
Brusaån bildade i sockenskillnaden mellan Hult, Edshult och Ingatorp i Södra Vedbo härad ett flertal vattenfall med en höjd på 30 meter. Brusaströmmen som den kallades utnyttjades tidigt för kvarndrift och från 1600-talet även för sågkvarnar. 23 februari 1660 erhöll länsmannen i Ingatorps socken Nils Persson privilegier på att uppsätta en enkel hammarsmedja i Brusaån, och döpte bruket till Brusa bruk. Det är okänt exakt var smedjan och dess damm fanns är okänt, men en karta från 1740-talet anger en gammal förfallen hålldamm som hört till gamla bruket på platsen för Täcka Udden, vilket torde betyda att Brusa bruk låg på ungefär samma plats som nuvarande Bruzaholms bruk. Brusa bruk såldes redan 1662 till en bruksförvaltare med namnet Werner Teschmacher. Han lät riva den äldre smedjan och i stället uppfört en masugn, en stångjärnshammare, en knipphammare och uppfört nya större dammar. Werner Teschmacher beviljades från 1666 ytterligare sex års skattefrihet. Själv bodde Werner Teschmacher på Pukulla i Ingatorps socken. 1686 klagade Teschemacher hos Bergskollegium över att hans bruk inte erhållit det stöd som tillfallit andra bruk och var nära konkurs. Han begärde frihet från utskrivningar för bruksfolket. Bergskollegium stödde hans krav men bad honom kontakta landshövdingen Robert Lichton i frågan. Brusa bruk klarade sig dock inte länge. 1688 förstörde en kraftig vårflod dammarna vid bruket varpå masugnsdriften måste avstanna. Teschmacher var då sjuk, och avled i januari 1692 utan att kunnat återuppbygga bruket. Hans arvingar saknade både kapital och intresse för en återuppbyggnad, byggnaderna och alla järnredskap vid bruket fördes bort av gården Norrsånnas ägare Nils Flintensten som likvid för skulder. Snart utbröt Stora nordiska kriget och möjligheterna att finansiera återupprättandet av ett järnbruk blev ytterst begränsade.

### Bruket återupprättas som Brusaholms bruk
1719 inlämnade dock handelsmannen i Eksjö, Zacharias Kjellman tillsammans med sina kompanjoner Jöns Larsson och Samuel Cassel en ansökan om att få återupprätta Brusa bruk. Det dröjde till 1721 innan han fick godkännande på sina planer, då hade redan Jöns Larsson och Samuel Cassel lämnat projektet. En stångjärnshammare med två härdar uppfördes på platsen för det äldre bruket. En masugn och knipphammare uppfördes dock lite längre ned i Brusaån på den plats som nu kallas Brännebruket på Kolltorps ägor. På platsen för Zacharias Kjellmans stångjärnssmedja hade Norrsånna sedan gammalt haft sin kvarn, han löste nu ut byn från sin kvarnplats. Så snart byggnadsarbetet hade börjat dök dock Johan Nordenfeldt upp med en transport han erhållit av Werner Teschmachers arvingar och menade sig vara den som hade den rätt till bruket. 1722 tilldömde dock Bergskollegium Zacharias Kjellman rätten till bruket. En hålldamm anlades vid Väster Sjö, en halv mil från Brusa. Hålldamm nummer två anlades vid Täcka Udden, där en damm tidigare fanns, Kjellman flyttade dock dammfästet längre österut och anlade den så kallade Övre Dammen. Brukspatronens bostad uppfördes på Kolltorps ägor. Vid den damm som stod kvar sedan Teschmachers tid, Nedre Dammen, uppfördes stångjärnshammaren. För anläggningarna på Kålltorps mark uppfördes en damm i östra delen av Kvarnängen. 1723 startas troligen det nya bruket, som nu fick namnet Brusaholm (stavat med s). Bruket gick dock knaggligt i början, Zacharias Kjellman kom i konflikt med bönderna i trakten, de anklagades för att hugga ned hans skog och anlägga svedjeland och för att vägra bidra med kolning och körslor till bruket. I januari 1725 bröt en kraftig flod igenom en sandbank vid bruket och ödelade dammen vid bruket. Kjellman erhöll i samband med det ytterligare fyra skattefria år förutom de sex räknade från 1722 han tidigare erhållit för bruket. 1728 erhöll han rätt att få inköpa Stuveryds skattegård för att lägga den under bruket, 1729 lät han anlägga ett pappersbruk vid samma damm som stångjärnshammaren. Motgångarna fortsatte dock 1730 brann Kolltorps hemman ned med brukspatronens gård. 11 september 1734 förstördes tre av dammarna av en stormflod. Stångjärnshammarens fattenfall förstördes så att fallhöjden i fortsättningen blev 2 1/2 alnar lägre än tidigare. Vid Kolltorp blev dock katastrofen total, sågen och kvarnen som uppförts 1725 flöt bort och Brusa ström ändrade ändrade sitt lopp så masugnen och knipphammaren blev utan vatten till sin damm. Zacharias Kjellman gav dock inte upp, pappersbruket hade klarat sig och kunde fortsätta verksamheten. Masugnen måste dock flyttas, och Zacharias Kjellman bestämde sig för att flytta den där pappersbruket stod, och flyttade i stället papperskvarnen till ett område två kilometer längre upp längs strömmen på Stuveryds ägor. Den nya masugnen blåstes på 1741. Brusaholm hade sedan det anlades legat i Ingatorps socken. I samband med att masugnen flyttades från Kolltorps till Lövshults ägor bestämdes dock att bruket skulle tillhöra Hults socken. Zacharias Kjellman protesterade mot detta men förlorade och från 1740-talet lydde bruket under Hults socken. Kjellman fortsatte dock att expandera, 1738 köpte han norrgården i Ås som lades under bruket, 1743 erhöll han tillstånd att utnyttja malmtäkten från sju sjöar i Södra och Norra Vedbo härad samt att bearbeta tre järnmalmstreck i Jönköpings län. Bruket kom dock att gå med förlust, och Zacharias Kjellmans önskemål om skattereduktioner kom att mötas med att större skepsis från Bergskollegium. 1745 genomfördes en taxeringsundersökning av bruket av bergmästaren Eric von Stockenström och bergsfogden Abraham Falck. Brusaholm sägs hämta malm ur 17 olika sjöar, vilket sägs mer ge mer än tillräckligt med järn för brukets behov, men bristen på kol gjorde att inte mer än 157 skeppund järn blivit smitt sedan 1739. Hammarsmedjan var i dåligt skick liksom dammarna. Kjellman fortsatte dock att hanka sig fram till 1754, då han tvingades sälja bruket till handelsmannen Isac Mörck och kammarherren Claes Hinric Stedt. Zacharias Kjellman behöll dock pappersbruket, som kom att stanna kvar i släkten Kjellmans ägo.

### Bruzaholms gyllene år
Isaac Pettersson Mörck var en förmögen Jönköpingsborgare som stod för kapitalet, hans medintressent kammarherren Claes Hinric Stedt var ägare till Lindefors järnbruk och Viresjö säteri, hans hustrus syssling och hade tidigare erfarenhet av bruksdrift. Ingendera bosatte sig dock vid Brusaholm utan bruket sköttes av en inspektor. De satte genast igång att rusta upp byggnaderna. Från slutet av 1750-talet och mer än trettio år framåt var det inspektorn Johan Rydbeck som skötte verksamheten vid bruket. Under denna tid ökade vinsten betydligt. Vid denna tid börjar även bruksnamnet att stavas med z. En bruksherrgård uppfördes 1785. Claes Hinric Stedt avled 1786 och Isaac Mörck 1789; arvingarna var inte intresserade av bruksskötseln, och efter Mörcks död såldes bruket till brukspatron Johan Falck i Västervik. Johan Falck ägde flera gårdar i Västerviks omgivningar, men var i likhet med de föregående ägarna inte intresserad av att sköta driften på plats, utan Johan Rydbeck fortsatte att sköta driften som inspektör fram till sin död 1791, därefter kom Lucas Lind att 1791–1808 att ansvara för driften. 1797 erhöll Johan Falck tillstånd att sätta upp två spikhammare vid bruket och anlade även verkstäder för manufaktursmide. Verksamheten gick till en början bra, men runt 1800 drabbades Bruzaholm av krisen för den svenska järnhanteringen. Puddelsmidet hade gjort stångjärnet betydligt billigare, och med utbrottet av Napoleonkriget försämrades Sveriges exportmöjligheter. 1811 sålde Johan Falck bruket till kapten Carl Wilhelm Westerling. Han bosatte sig till skillnad från sina företrädare vid Bruzaholm. Westerling hade dock inga erfarenheter av att driva järnbruk, vilket kombinerat med de dåliga konjunkturerna ledde till problem. 1812 inställdes tackjärnblåsningen på två år på grund av de dåliga konjunkturen. Masugnen var dock i dåligt skick och Westerling försökte få tillstånd att i stället köpa in tackjärn för sitt smide. Konjunkturen för järnhanteringen blev dock för varje år allt sämre och 1825 gjorde han konkurs. På konkursauktionen köptes Bruzaholm av bergsmannen Matts Pettersson från Sala. Han sålde redan efter ett år vidare bruket till Christian Magnus August Sjögreen. 

### Familjen Sjögreen tar över
Han lät renovera det gamla bruket, och för att erhålla tillräckligt med vattenkraft lät han 1829 flytta manufakturverket till utjorden Snuggarp vid Lövsjöbäcken, ett biflöde till Brusa ström. Sjögreen lät 1828 anställa en gjutare och började tillverkning av handelsgjutgods vid masugnen. Han såg dock snart nackdelarna med masugnsgjutning och erhöll 1830 tillstånd att installera en stjälpugn för gjutning i masugnsbyggnaden. Verksamheten gick bra, men snart drabbades bruket av en ny katastrof. För att bättre säkra vattentillgången hade ytterligare två hålldammar anlagts mellan Övre Bruksdammen och Väster Sjö. I slutet av maj och början av juni 1831 regnade det oavbrutet under ett par veckor, med påföljd att natten mellan 10 och 11 juni utskars och bortflöt en av de största hålldammarna, störtade ned mot bruket och lade det under vatten, förstörde båda brukdammarna. Kvarnen, sågen, torkhuset, brännvinsbränneriet, större delen av hammarsmedjan, masugnsrännan, ett boningshus och två uthusbyggnader förstördes helt. Dessutom alla broar i brukets närhet, och stora skador drabbade åkrar och ängar. Sjögreen övervägde att ge upp och lämna bruket, öde, särskilt som han inte erhöll någon skattefrihet efter katastrofen. Han gav dock inte upp och 1834 var bruket återuppbyggt. Vid Övre dammen återuppfördes sågen på sin gamla plats, på hammarsmedjans plats uppfördes en kvarn med tre par stenar. Vid Nedre dammen uppfördes hammarsmedjan och masugnen. På åns södra strand fanns då två arbetarbostäder kallade Smedbacken, troligen dock uppförda redan i slutet av 1700-talet. Norr om strömmen vid Malmbacken fanns förvaltarbostad, järn- och kolhus, magasin och växthus. Lantbruket med ekonomibyggnader och arbetarbostäder var beläget norr om landsvägen Eksjö-Vimmerby och mitt emot av spannmålsmagasinet placerat. Konjunkturerna för stångjärnssmidet förbättrades och 1836 ansökte Sjögreen om privilegier för ytterligare en stångjärnshammare med en härd och samma år uppfördes den så kallade Sågdammen över Lövsjöbäcken mellan manufakturverket och övre dammen, och där byggdes den nya hammarsmedjan. Därigenom blev Bruzaholm ett av de största bruken i Jönköpings län. Efter en lång kamp lyckades bergmästaren 1837 få Bruzaholm at åter överföras till Ingatorps socken. Det kom dock att leda till omfattande gränskonflikter mellan församlingarna, som inte kom att lösas förrän 1933. 1844 fick bruket tillstånd att blåsa tackjärn för export. 1850 fick bruket tillstånd att lägga ned en av härdarna vid bruket, vilket innebar att tillverkningen minskade. Vid denna tid hade konjunkturen börjat gå nedåt. Många bruk började vid denna tid ersätta tysksmidet med france-comtésmide, men vid Bruzaholm dröjde det till 1858 innan den nya tekniken introducerades.

### Christian Wilhelm Sjögreen och Theodor Isac Suber
1853 lämnade Christian Magnus August Sjögreen över bruket till sin näst äldste son Christian Wilhelm Sjögreen och brukspatron Theodor Isac Suber. Christian Magnus August Sjögreen bosatte sig på Ryssebo, där han avled 1862. 1855 uppfördes en ny spiksmedja vid Snuggarp. 1857 övertog Theodor Isac Suber verksamheten ensam medan Christian Wilhelm Sjögreen bosatte sig på Norrsånna. Suber insåg snart att gjutgodset var mest lönsamt att satsa på. Han lät uppföra ett nytt gjuteri på strömmens södra sida, mellan sågverket och Smedbacken. Gjuteriet användes till 1908 och revs i slutet av 1920-talet. 1858 byggdes Bruzaholms brukskvarn om till mekanisk verkstad. Verkstaden var i bruk ända fram till dess att den förstördes av en gasexplosion 1965. Fram till 1865 gick bruket bra, men därefter gick det sämre. Theodor Isac Suber tvingades låna pengar av den då i Mariannelund bosatte Christian Wilhelm Sjögreen som genom lånet. Trots lånet fortsatte problemen. 1871 blåstes masugnen för sista gången, samma år sålde Theodor Isac Suber Bruzaholms bruk till ett engelskdominerat bolag, som omedelbart lade ned masugnen och stångjärnssmedjan.

### Bruzaholms Fabriks Aktiebolag
De nya köparna etablerade sig under firmanamnet Bruzaholms Fabriks Aktiebolag med H. A. Milne, bosatt på Virum i Misterhults socken som VD. Milne var engagerad i flera företag i norra Småland och södra Östergötland, och som chef vid Bruzaholm tillsattes bruksförvaltaren Fredrik August Jungbeck. Blaget lät anlägga en trämassefabrik på platsen, som togs i bruk hösten 1873. Samtidigt rätades den gren av Brusaån som tidigare drivit masugnen och hammarsmedjan. Avloppsvattnet från trämassefabrikens turbiner leddes bort genom en stensatt kanal. Det visade sig dock att järnhalten i Brusaåns vatten gjorde trämassan oduglig, och redan 1874 tvingades man stoppa driften, och samma år kom bolagets konkurs. Som ett ödets ironi stod Nässjö–Oskarshamns Järnväg klar hösten samma år. Efter detta följde en rad ägare under kortare tider, tills den tidigare bruksförvaltaren Fredrik August Jungbeck 1877 köpte bruket. Verksamheten bestod då av gjuteri, mekanisk verkstad och klensmedja vid Brusa ström, samt 1855 års spiksmedja vid Snuggarp. Under Jungbecks tid flyttas sågen från sin plats vid gjuteriet till Lövsjöbäckens nedre fall. Trots de dåliga konjunkturerna under 1870- och 1880-talet höll sig produktionen vid Bruzaholm tämligen stabil. 1881 inträffade dock en eldsvåda, då smedjan, kolhuset, trämassefabriken och ett antal förrådsbodar brann ned. Även 40-50 tunnland skog på komministerboställets ägor.
Fredrik August Jungbeck verkar vid den tiden ha förlorat intresset för bruket. Från nyåret 1883 utarrenderades Bruzaholm till ingenjör Johan Olof Lundberg. 1888 sålde Jungbeck Bruzaholms bruk. Köpare var häradshövding Theodor Vincent Dieden, som lät stycka av egendomen som såldes till flera olika köpare. Huvuddelen av skogen köptes av Domänverket. Verkstaden med gjuteri, smedjor, sågverk och arbetarbostäder köptes av Johan Olof Lundberg. 1889 nådde arbetarrörelsen Bruzaholm, Karl Josef Karlsson som besökte bruket under året betecknade Bruzaholm som "den sämsta håla jag hittills sett", och utfärdade en varning till alla arbetare för att söka arbete här, så vida de inte önskade arbeta 16 timmar om dagen för 16 öre timmen, tvingas köpa sina varor i bruksboden för godtyckliga priser, och städa brukspatrons gård och göra handräckning hos honom på söndagarna. Av rädsla för brukspatron tordes inte arbetarna kalla sin fackförening vid sitt rätta namn utan kallade den sparkassa. Det dröjde till 1897 innan den första fackföreningen bildades på Bruzaholm. Trots Karlssons hårda ord är det väl tveksamt om Lundberg och Bruzaholm verkligen skiljde sig så mycket från andra småländska järnbruk. Omkring 1890 lades spiksmidet vid Snuggarps nedre smedja ned, den övre hade lagts ned redan på 1870-talet. Lövsjöbäcken användes därefter endast för brukets såg, vilken var i drift in på 1920-talet. I slutet av 1880-talet revs vattenhjulen vid bruket och verkstäderna drevs därefter av vattenturbiner. 1892 bildade Johan Olof Lundberg tillsammans med sönerna Arvid och Elof Bruzaholms Bruks Aktiebolag. Bolaget kom att bli känt för sin tillverkning av Johan Olof Lundbergs pumpar, och vid slutet av 1890-talet hade företaget 175 olika pumpmodeller i produktion. 1898 lades tillverkningen av handelsgjutgods ned och bolaget gick helt över till tillverkning av pumpar.